# Paul Rudolph von Bilguer
Paul Rudolph von Bilguer (nacido el 21 de septiembre de 1815 en Ludwigslust, fallecido el 16 de septiembre de 1840 en Berlín) fue un ajedrecista alemán. Es conocido como el creador original del Handbuch des Schachspiels (Manual de Ajedrez), una obra clásica de la teoría del Ajedrez.

## Biografía
Su padre, A. Louis von Bilguer, fue comandante coronel en Güstrow. Paul Rudolph era el más joven de cinco hermanos. Recibió su educación en 1829 en la Academia de Caballeros de Schwerin, donde se distinguió especialmente en Matemáticas. Ante la insistencia de sus padres entró en 1833 como Oficial cadete en el 24º Regimiento de Infantería prusiano en Neuruppin, nombrado por el Gran Duque de Mecklemburgo-Schwerin. En otoño de 1837 alcanza el rango de teniente en la Escuela Militar de Berlín. Pero en el mismo año, contrajo tuberculosis y fue finalmente en abril de 1839 cuando se ve obligado a abandonar la carrera militar.
A partir de entonces, centra su interés en el ajedrez y la literatura. Debido a su corto periodo de servicio, no recibió pensión. En el verano de 1840 se quedó ciego y casi murió después de la tuberculosis.
Bilguer tenía, en palabras de Tassilo von Heydebrand und der Lasa, unos "ojos vivos azules, pelo rojizo y barba espesa".
Paul Rudolph de Bilguer fue miembro del Berliner Schachgesellschaft (Club de Ajedrez de Berlín) y posteriormente se unió al grupo de maestros de Berlín que más tarde conformarían la Escuela de Berlín de Ajedrez. Su gran maestro fue Ludwig Bledow.
Bilguer tenía fama de ser un excelente jugador, que confirman los resultados obtenidos. Causó un gran revuelo en particular su capacidad para jugar al ajedrez a la ciega. Mención especial tiene una exhibición de simultáneas a ciegas jugada el 19 de marzo de 1840, ganando las tres partidas que jugó. 

## Contribución a la teoría del ajedrez
Aunque se le considera un maestro muy talentoso, Bilguers tiene más importancia para la historia del juego en el campo teórico. En 1839, publicó una innovadora monografía de aperturas titulada Das Zweispringerspiel im Nachzuge, recogiendo la denominada Defensa de los dos caballos o Defensa prusiana. Este nuevo concepto, revolucionario en el ajedrez, fue publicado tres años después de su muerte por su amigo Tassilo von Heydebrand und der Lasa. Bilguer fue nombrado posteriormente su autor.

## Obras
- Zur Theorie des Schachspiels. Das Zweispringerspiel im Nachzuge. Berlín 1839